# L'Oudon
L'Oudon è un ex comune francese di 1 722 abitanti situato nel dipartimento del Calvados nella regione della Normandia. Il 1º gennaio 2017 è stato assorbito, insieme a numerosi altri comuni, dal comune di nuova costituzione di Saint-Pierre-en-Auge di cui è divenuto comune delegato.
Nel 1973 aveva incorporato il comune di Saint-Martin-de-Fresnay.

## Società

### Evoluzione demografica
Abitanti censiti